# L'arca di Noè/Dall'America
L'arca di Noè/Dall'America è un singolo del cantante italiano Sergio Endrigo, pubblicato nell'aprile 1970.

## Descrizione
In entrambi i brani l'orchestra è diretta dal Maestro Luis Enriquez Bacalov.

### L'arca di Noè
Il brano venne presentato al Festival di Sanremo 1970 da Endrigo in abbinamento con Iva Zanicchi; venne poi incluso dal cantautore nell'LP dal vivo omonimo.

### Dall'America
Nel testo di questo brano Endrigo si rivolge a Bob Dylan e Joan Baez, citando il brano We Shall Overcome lanciato dalla cantante.

## Tracce
LATO A
1. L'arca di Noè (Sergio Endrigo)

LATO B
1. Dall'America (testo: Sergio Bardotti, Sergio Endrigo – musica: Sergio Endrigo)